# 吉田健志
吉田 健志（よしだけんじ、1949年8月14日 - ）は、日本の作曲家、ベーシスト。
「吉田 健志」は芸名であり、ファミコン版の『クレイジー・クライマー』のみ、本名の「N.YOSHIDA」でクレジットされている。
同じく日本物産の作曲担当だった吉田昇（『テラフォース』や『アルテリオス』の作曲を担当）と混同されることがあるが、別人である。

## 来歴・人物
佐賀県生まれ。宮崎県育ち（兵庫県尼崎市生まれとする資料もある）。1967年にプロデビュー。1971年にフォークグループの「貝がら」（ヤングジャパングループ所属）でベースとして参加。過去にはサポートメンバーとして、後期の「ザ・リンド&リンダース」、「ニュー・ファー・フライ」、「バンバン」、「ジュピター」、「バンド of 妻三郎」などのフォークグループにも参加していた。 
その後、プロミュージシャンやコマーシャルサウンドの製作、映画の音楽ディレクターを経て、1985年4月には日本物産に入社、金属質で耳に突き刺さるようなパワフルなサウンドは「ニチブツサウンド」と呼ばれていた。

## 主な作品

### フォークソング
- 貝がら 「虹」 （1972年、『パパと呼ばないで』主題歌） - ベースとして参加。
- 貝がら 「夜明け」 （1972年、『パパと呼ばないで』主題歌） - ベースとして参加。

### 映画
- 暗くなるまで待てない! （1975年、大森一樹作品） - 音楽ディレクター。

### コマーシャル
- 餃子の王将 （1970年代）

### LP
- 「暗くなるまで待てない!」 （1975年、ぴあレコード、PST-0001） - 作曲・音楽ディレクター。
- 「INTRO」 （1981年、NASH RECORD、NASH-1） - 作曲。
- 「HIGH WAY」 沢田みどり （1981年、NASH RECORD、NASH-3S） - 作詞・作曲・編曲。
- 「これがBGMだ!! VOL.1」 （年代不明、FOREVER RECORD、MN-3055） - 作曲。
- 「これがBGMだ!! VOL.2」 （年代不明、FOREVER RECORD、MN-3058） - 作曲。
- 「クリスマスかみしばい サンタクロースへの手紙」 沢田みどり （年代不明、RAG RECORD、MN-1032RG） - 編曲・演奏。
- 「ハリケーンラブ」 てっぺい （1980年代、JIX RECORDS、MN-1109B） - 作曲。

### テレビ番組
- Go!Go!ダウザー2007 （2007年、『俺たちのバスフィッシングR』主題歌） - 作曲。

### ゲーム
- パステルギャル （1985年、日本物産、AC）
- COP 01 （1985年、日本物産、AC）
- テラクレスタ （1985年、日本物産、AC）
- コスモポリス ギャリバン （1985年、日本物産、AC）
- UFOロボ ダンガー （1986年、日本物産、AC）
- 聖戦士アマテラス （1986、日本物産、AC）
- 妖魔忍法帖 （1986、日本物産、AC）
- マイティガイ （1986年、日本物産、AC）
- クリスタルギャル （1986年、日本物産、AC）
- シティラブ （1986年、日本物産、AC）
- キッドのホレホレ大作戦 （1987年、日本物産、AC） - 船場洋志（ネームエントリー担当）との共作。
- 子連れ狼 （1987年、日本物産、AC）
- 超時迷宮レジオン （1987年、日本物産、AC）
- 対戦早押しクイズ ハイホー （1987年、日本物産、AC）
- 対戦早押しクイズ ハイホー2 （1987年、日本物産、AC）
- セカンドラブ （1987年、日本物産、AC）
- 対家麻濡感（ハウスマヌカン） 誘惑日記編 （1987年、日本物産、AC）
- 対家麻濡感（ハウスマヌカン） 六本木ライヴ編 （1987年、日本物産、AC）
- 制覇 （1987年、日本物産、AC）
- 美女っ子夢物語 （1987年、日本物産、AC）
- クレイジー・クライマー2 （1988年、日本物産、AC） - 藤原悟（ゲームクリア効果音担当）との共作。
- アームドF （1988年、日本物産、AC）
- お嬢さん （1988年、日本物産、AC）
- 美女っ子学園 （1988年、日本物産、AC）
- 麻雀好きの懲りない面々 （1988年、日本物産、AC）
- 麻雀かぐや姫 （1988年、三木商事、AC）
- 麻雀カメラ小僧 （1988年、日本物産、AC）
- 祇園花 （1989年、日本物産、AC）
- スキャンダル麻雀 （1989年、日本物産、AC）
- 宇宙より愛を込めて （1989年、日本物産、AC）
- 麻雀レディーハンター 怪盗黒猫連盟編 （1990年、日本物産、AC）
- 舞妓花 （1990年、日本物産、AC）
- まーじゃん バニラシンドローム （1991年、日本物産、AC）
- クイズ麻雀!早くヤッてよ （1991年、日本物産、AC）
- セーラーウォーズ （1993年、日本物産、AC）
- ま〜じゃん吉本劇場 （1994年、日本物産、AC）
- 制覇 （1988年、日本物産、MSX）
- 麻雀王伝説 （1992年、日本物産、PC98）
- トリプルウォーズ外伝 （1993年、日本物産、PC98）
- ま〜じゃんバニラシンドローム （1993年、日本物産、PC98）
- セクロス （1986年、日本物産、FC）
- テラクレスタ （1986年、日本物産、FC）
- クレイジー・クライマー （1986年、日本物産、FC）
- ブービーキッズ （1987年、日本物産、FC）
- ファミリーマージャン （1987年、ナムコ、FC）
- コスモポリス ギャリバン （1988年、日本物産、FC）
- 競馬シミュレーション 本命 （1989年、日本物産、FC）
- スーパースタープロレスリング （1989年、ポニーキャニオン、FC）
- 黒鉄ヒロシの予想大好き! 勝馬伝説 （1990年、日本物産、FC）
- TERRA CRESTA （1990年、ビック東海、NES ※海外版FC）
- 幻獣創世記 （1990年、日本物産、FC ※未発売）
- 麻雀大戦 （1992年、日本物産、FC）
- 麻雀刺客列伝 麻雀ウォーズ （1989年、日本物産、PCE）
- ダイ・ハード （1990年、パック・イン・ビデオ、PCE）
- アームドF （1990年、パック・イン・ビデオ、PCE） - 譜面提供
- CRATERMAZE （1990年、ハドソン、TG16 ※海外版PCE） - 譜面提供
- まーじゃん バニラシンドローム （1991年、日本物産、PCE）
- テラクレスタII マンドラーの逆襲 （1992年、日本物産、PCE） - 一部譜面提供
- ライサンダー （1991年、日本物産、GB）
- ブービーボーイズ （1993年、日本物産、GB）
- ニチブツマージャン吉本劇場 （1994年、日本物産、GB）
- スーパーニチブツマージャン2 全国制覇篇 （1993年、日本物産、SFC）
- コスモポリス ギャリバンII Arrow of Justice （1993年、日本物産、SFC） - 譜面提供
- スーパーニチブツマージャン3 吉本劇場篇 （1994年、日本物産、SFC）
- 祇園花 （1994年、日本物産、SFC）
- ぱずるんでス! （1995年、日本物産、SFC）
- 麻雀繁盛記 （1995年、日本物産、SFC）
- スーパーニチブツマージャン4 基礎研究篇 （1996年、日本物産、SFC）
- ニチブツマージャン女子高名人戦 （1995年、日本物産、PS）
- 祇園花 （1995年、日本物産、PS）
- クロス・ロマンス 恋と麻雀と花札と （1997年、日本物産、PS）
- テラクレスタ3D （1997年、日本物産、SS）
- クロス・ロマンス 恋と麻雀と花札と （1997年、日本物産、SS） - データ提供

## 出演

### ラジオ
- セイ!ヤング （1971年、文化放送）

## その他
- 日本物産での初作品については、『COP 01』とする資料[7]と『パステルギャル』とする資料[8]がある。両作の製品化は『COP 01』が1985年7月、『パステルギャル』が1985年11月とされており、作曲順と発売順が入れ違っていた可能性がある。ちなみに『テラクレスタ』は1985年10月に登場しており、『パステルギャル』よりも早い。
- 過去に、『ムー』を信奉していると語っている[7]。